# Gordon Ramsay: A nagy szökés
A Gordon Ramsay: A nagy szökés televíziós sorozat, a főszerepben Gordon Ramsayvel. A műsorban a séf távoli országokba látogat, és feltérképezi azok konyhaművészetét. A gyártó cég az Optomen Television. Az első, Indiába vezető évad epizódjait három egymást követő estén adták 2010. január 18-tól, a Channel 4 Indian Winter című promóciójának keretében.
A második évadot 2011 májusában vetítették, ebben Ramsay Ázsia konyhaművészetét derítette fel, Thaiföldön, Kambodzsában, Malajziában és Vietnámban járt.

## Háttér
Ramsay saját bevallása szerint mindig is erősen érdeklődött az indiai konyhaművészet iránt, gyermekkorában édesanyja gyakran készített curryt, Birminghami otthonukban indiai főbérlőjük látta el receptekkel.
A sorozat első évadát 2009-ben Ramsay személyes és pénzügyi problémák közepette vette fel, többször is megemlíti az epizódokban, hogy az út egyfajta menekülést is jelent számára. Az Indiában töltött időszakról úgy nyilatkozott, hogy az utazás során visszatért ahhoz a tevékenységhez, amit a legjobban szeret művelni, a főzéshez, és az út során gyakran emlékezett vissza gyermekkorára; a hátizsákos túra egy olyan országban, ahol senki sem tudta ki ő, felszabadította az alól nyomás alól, amelyet a mindennapos címlapos jelenlét jelentett számára akkoriban.

## Formátum
Minden epizód más-más területre (országrészre, illetve országra) összpontosít, és egy hetes időtartamot ölel fel. Az epizód elején általában kialakul egy kihívás, Ramsayt főzőversenyre hívják, vagy felkérést kap, hogy tradicionális vacsorát készítsen rangos vendégek, vagy vendéglátói számára. Az epizód a kihívásra való felkészülés jegyében telik, miközben Ramsay több településre is ellátogat. A néző minden meglátogatott helyen megtekintheti egy vagy több étel elkészítését. Ramsay általában a kukta szerepét tölti be tapasztalt helyi szakácsok mellett, és igyekszik összegyűjteni a recepteket, amelyeket az epizód végén a kihívás teljesítése során részben vagy egészében felhasznál.

## Epizódok

### Első évad
Az első évadot Ramsay Indiában tölti, az indiai konyhaművészettel ismerkedik.
| # | Terület          | Dátum            |
| --- | ---------------- | ---------------- |
| 1 | Észak-India      | 2010. január 18. |
| Az első epizódban Ramsay először Delhibe látogat, és egy helyi ételkritikussal találkozik. Innen Lakhnauba megy, ahol egy tapasztalt szakács segítségével készít birijánit. A következő állomás Bastar, Cshattíszgarh államban, itt egy eldugott törzsi falut látogat meg, amely különleges csatnijáról híres. Kiderül, hogy az étel titka a szokatlan alapanyag: részben hangyából és hangyatojásból készül. A következő állomás Dzsódhpur, ahová vonattal utazik. Itt a sivatagban készítenek egy wellington bélszínhez hasonlító, tésztába tekert kecskehúsból készült ételt, amelyet a sivatagi homokba ásott veremben sütnek meg. Az epizód végén visszatér Delhibe, ahol a Moti Mahal étteremben főz egy nagyobb társaság számára, felhasználva az út során szerzett tapasztalatait. |                  |                  |
| 2 | Északkelet-India | 2010. január 18. |
| Ramsay Északkelet-Indiába indul, ahol az ország más területein nem ismert receptek után kutat. A terület, amelyet bejár, elszigetelt, így valóban jellemzőek rá a különleges összetevők és elkészítési módok. Az epizód elején Ramsay megáll Kalkuttában, ahol egy olyan utcán tesz látogatást, ahol több, mint száz bódéban főznek egyszerre a járókelők számára. Ide tér majd vissza az epizód végén, hogy az új recepteket próbára tegye. Az utazás során részt vesz egy törzsi közösség vadászatán, később az őt vendégül látó falusiak számára maga is készít vacsorát a frissen elejtett vadból. Részt vesz egy halászaton a Mádzsúli szigeten, és megfordul Gúváhátiban is. Nágaföldtől Asszámig utazva meglátogat vesz egy chillievő versenyt és elindul egy háziasszonyok számára rendezett főzőversenyen, ahol a második helyen végez. Amikor visszatér Kalkuttába, maga is főzőbódét állít fel a nyitó jelenetekben látott utcában, és az út során szerzett szárított bambuszrüggyel, szezámmagpürével, valamint a háziasszonyok versenyén első helyezett versenyző receptjével igyekszik elnyerni a helyiek tetszését. Az epizódot Alex Robinsonnak ajánlották. |                  |                  |
| 3 | Dél-India        | 2010. január 20. |
| Az epizód nagyrészt a vegetáriánus és halételekre összpontosít, dél-indiai területeket bejárva. Kezdetben Ramsay magát megrögzött húsevőként definiálja, a vegetáriánus ételeket pedig többnyire elutasítja. Az epizód során ellátogat egy Ásramba, és barátkozni igyekszik az általa nem kedvelt ételekkel. Később Keralába megy. Részt vesz egy halászaton, egy helyi halétel elkészítését tanulja meg helyben, a halászhajón. Megismerkedik a todival, amely egy kókuszpálmából készült, erős szeszesital, majd részt vesz egy helyi versenyben, amely egyfajta bikafuttatás. Az epizód végén Mumbaiba utazik, ahol egy szegénynegyedben főz együtt egy utcán dolgozó szakáccsal. Végül próbára teszi az út során szerzett tudását Mumbai egyik szállodájában, vizsgafeladatképpen a Keralában megismert halételt választja, amelyet többféleképpen készít el, és sikert arat vele. |                  |                  |

### Második évad
A második évadban a műsor minden epizódban más és más országra összpontosít.
| # | Ország    | Dátum           |
| --- | --------- | --------------- |
| 1 | Kambodzsa | 2011. május 9.  |
| Az utazás Sziemreap városában indul. Itt meglátogat egy helyi, autentikus éttermet, amelyet egy, a vörös khmerek elől Új-Zéland-ra menekült, nemrégiben visszatért szakács vezet. Ezután Ramsay felkérést kap arra, hogy az utazás végén az uralkodó család számára főzzön tradicionális vacsorát. Első állomásán egy kedvelt csemegét kóstol meg, a nyers kacsatojást, amely a helyiek szerint jó hatással van a férfierőre. A következő állomás egy kis falu, Kompeurt. Itt Ramsay a helyi csemegét, a sült madárpókot kóstolja meg, az alapanyagot is maga ejti el a helyiekkel közösen. Ezután a Tonle Sap tóhoz indul, itt töltött béka a menü. A következő állomás a főváros, Phnompen ahol felkeres egy tradicionális konyhaművészetre összpontosító főzőiskolát. Itt egy curryt választ a hétvégén tartandó vacsorára, és felkéri az egyik helyit kuktának. Ezután a dzsungel felé veszi az irányt, egy Pu Pol nevű elszigetelt, törzsi település felé, közel a vietnámi határhoz, ahol esküvői lakoma elkészítésében vesz részt, közben saját kezűleg gyűjt mézet, és elefánton is utazik. A hét végére szánt ételsor itt tovább bővül egy mézzel és rizzsel készült édességgel.                                                                                        |           |                 |
| 2 | Vietnám   | 2011. május 16. |
| Az epizód az alapanyagok frissességét helyezi előtérbe. Ho Si Minh-városban, a piacon kezdődik az út, ahol friss kagylóételt készít Ramsay számára egy helyi, ismert szakácshölgy. Később egy olyan étterembe látogat, ahol nincs étlap, ellenben helyben kiválaszthatóak a még élő alapanyagok. Ramsay kígyót fogyaszt, amelyet a pincér helyben vág le, a szívét előételként, kis pohárban szervírozza, sőt, még a gerincét is elfogyasztják. Elhangzik, hogy a helyi konyha nem alkalmaz tejtermékeket, így a csontok elfogyasztása a kalciumbevitel miatt is fontos. A következő állomás Hanoi, ahol egy újabb szakácshölgy kacsát készít Ramsaynek, amelyet ott helyben választanak ki és vágnak le. A következő állomás Cần Thơ, a Mekong folyó torkolatának vidéke, Ramsay húslevest készít frissen egy csónakban, és onnan is igyekszik eladni nyolcvan adagot. Ezután Phan Thiet faluba látogat, ahol, furcsa, fürdőkádra hasonlító kerek bambuszcsónakokban kihajózva fognak tintahalat. Ezután, 130 km-re Hanoitól, a hegyvidékre látogat, Mai Chauba, ahol rizsételekkel ismerkedik, és egy biciklihez hasonló szerkezettel való rizscséplésben is részt vesz. Az epizód a szokásos megmérettetéssel zárul, vendéglátói számára főz tradicionális vietnámi ételeket. |           |                 |
| 3 | Malajzia  | 2011. május 23. |
| Malajziában Ramsay igyekszik megtalálni az eredeti maláj konyhaművészetet az erőteljes indiai és kínai hatások mögött, útja először Kuala Lumpurba vezet. Az epizód során számos, „nénikének” nevezett szakácshölgy irányításával fedezi fel a különféle ételeket. Vegetáriánus curryt készít egy Buddha születésnapja alkalmából rendezett vacsorán, majd Borneóra utazik, a Kuala Lumpurtól 1600 km-re fekvő Tawau faluba, ahol részt vesz a híres és értékes fecskefészek-leves alapanyagának begyűjtésén, és megkóstolja annak eredeti változatát, amelyet a helyiek – számára szokatlan módon – édességként készítenek. A záróakkord egy főzőverseny, ahol Ramsay a második helyen végez. |           |                 |
| 4 | Thaiföld  | 2010. május 30. |
| Az első helyszín Bangkok, főszerepben a tradicionális thai étel, a pad thai. Ramsay meghívást kap egy televíziós főzőshow-ba a helyi sztárszakácstól, McDangtól, akit később versenyre is kihív. Ezután északra utazik, Chiang Mai-ba ahol megismerkedik egy helyi különlegességgel, a saguának nevezett fűszeres kolbászkával. Csípős thai curryt készít szerzetesek részére, majd részt vesz egy meditáción. A következő úticél az 1200 km-re délre fekvő Krabi, ahol részt vesz egy halszósz készítő versenyen, majd halászatra indul, vendéglátóival osztrigát fognak majd készítenek el. Végül visszatér Bangkokba, a versenyre. Curryt és levest készít, az eredmény: döntetlen. |           |                 |